# Bentley's Conscience
Bentley's Conscience er en britisk stumfilm fra 1922 af Denison Clift.

## Medvirkende
- Robert Loraine - Clive Bentley
- Betty Faire - Diane carson
- Henry Victor - Fletcer
- Harvey Braban - Richard Glym
- Ivo Dawson - Murdoch
- J. Fisher White - John Carson